# Округ Су (Северна Дакота)
Су (енгл. Sioux County) је округ у америчкој савезној држави Северна Дакота.

## Демографија
По попису из 2010. године број становника је 4.153, што је 109 (2,7%) становника више него 2000. године.
| Група             | 2000.       | 2010.       |
| Белци             | 577 (14,3%) | 517 (12,4%) |
| Афроамериканци    | 1 (0,0%)    | 7 (0,2%)    |
| Азијати           | 1 (0,0%)    | 4 (0,1%)    |
| Хиспаноамериканци | 65 (1,6%)   | 82 (2,0%)   |
| Укупно            | 4.044       | 4.153       |